# Symfonie nr. 3 (Hovhaness)
Alan Hovhaness voltooide zijn Symfonie nr. 3 in 1956.

## Geschiedenis
Het is echter niet zijn derde symfonie. De catalogus van zijn werken is pas later samengesteld en Hovhaness hield de nummering niet gelijk op het uitgavepatroon. Zijn vijfde en achtste en negende gingen de Symfonie nr. 3 voor. Een samenloop van omstandigheden heeft er kennelijk wel voor gezorgd dat Hovhaness’ Symfonie nr. 3 v wel olgde op zijn Symfonie nr. 2.
Die Symfonie nr. 2 Mysterious Mountains viel na uitvoeringen door onder andere Leopold Stokowski zo in de smaak, dat de Symfonie nr. 3 het hard te verduren kreeg. Hij leek te veel op zijn voorganger om op eigen benen te staan, aldus de critici destijds. Stokowski voorzag dat probleem niet, want hij leidde opnieuw de premiere. Dit keer gaf hij leiding aan een vrij onbekend symfonieorkest Symphony of the Air in (dat wel) de bekendste concertzaal van de Verenigde Staten Carnegie Hall in een concert op oktober 1956. Het stuk verdween in de la totdat een ander orkest, de Denver Symphony het in 1962 weer aandurfde het werk te spelen. Populair is het werk nooit geworden, want pas 34 jaar later werd het in Seoel op geluidsdrager vastgelegd.

### Programma 14 oktober 1956
Het programma zag er als volgt uit:
- Werner Egk : Französische suite nach Jean Philippe Rameau (1952)
- Charles Ives: Robert Browning ouverture (premiere)
- Alan Hovhaness: Symfonie nr. 3 (premiere)
- Kurt Leimer: Pianoconcert nr. 4 (premiere)

Uitvoerenden: Leopold Stokowski, Symphony of the Air, Kurt Leimer solist

## Muziek
Hovhaness zag (zelf) aldus een inscriptie in de partituur in dit werk een hommage aan Mozarts sonatevorm, maar hield zich wel aan de mengeling van Oosterse en Westerse muziek, zoals in het overgrote deel van zijn oeuvre. Tegenover het Mozartiaans gevoel dat het werk oproept met de vele (veelstemmige) canons en fugas staat een massief orkest en wisselende maatsoorten (5/8, 7/8, 11/8 en 13/8).

### Delen
Er zijn drie delen:
- Andante maestoso- Presto
- Andante
- Allegro molto

### Orkestratie
- 3 dwarsfluiten, 3 hobo’s, 3 klarinetten, 3 fagotten
- 5 hoorns, 3 trompetten, 3 trombones, 1 tuba
- pauken, percussie, harp
- violen, altviolen, celli, contrabassen

## Discografie
- Uitgave Soundset: KBS Symphony Orchestra o.l.v. Vakhtang Jordania, opname juni 1996
- Uitgave Guild Record: opnamen van de premiere

Symfonie nr. 1 · 2 · 3 · 4 · 5 · 6 · 7 · 8 · 9 · 10 · 11 · 12 · 13 · 14 · 15 · 16 · 17 · 18 · 19 · 20 · 21 · 22 · 23 · 24 · 25 · 26 · 27 · 28 · 29 · 30 · 31 · 32 · 33 · 34 · 35 · 36 · 37 · 38 · 39 · 40 · 41 · 42 · 43 · 44 · 45 · 46 · 47 · 48 · 49 · 50 · 51 · 52 · 53 · 54 · 55 · 56 · 57 · 58 · 59 · 60 · 61 · 62 · 63 · 64 · 65 · 66 · 67